# Teleperformance
TP, anciennement Teleperformance, est une multinationale d'origine française. Leader mondial des centres d'appels, elle se diversifie à partir de 2017, et ajoute à la gestion multicanal de la relation client des services de sous-traitance de fonctions de back-office et une activité de modération des médias sociaux.
Le groupe emploie plus de 510 000 personnes et réalise un chiffre d'affaires de 8,2 milliards d'euros en 2023. Il est coté au CAC 40 depuis juin 2020.
Teleperformance est adhérent au Syndicat des professionnels des centres de contacts.

## Histoire

### Création et premières années
En 1978, Daniel Julien crée l'entreprise Teleperformance à Paris. Huit ans plus tard, les centres d'appels Teleperformance deviennent leaders français des centres d'appels. Les premières filiales internationales sont lancées cette année-là en Belgique et en Italie. En 1989, Daniel Julien et Jacques Berrebi s'associent au sein de la société Rochefortaise Communication, société mère de Teleperformance International, cotée à la bourse de Paris. Dix ans plus tard, elles fusionnent, donnant naissance à la société SR.Teleperformance. Elle prendra le nom de Teleperformance en 2006[source insuffisante].

### Expansion
En 1988, des filiales sont ouvertes en Autriche, en Allemagne, en Suède et au Royaume-Uni. L'entreprise se développe dans les domaines de la télévente, dans l'édition et dans la presse, et développe même des études d'impact publicitaire dans le domaine des produits grand public.
En 1990, les premiers centres d'appels externalisés de fidélisation clients sont créés, ainsi que les premières enquêtes de satisfaction clients. Trois ans plus tard, la filiale Teleperformance USA est créée aux États-Unis, ce qui permet à la société de débuter dans ce pays ses activités de centres d'appels. De 1996 à 1998, la société développe son offre de centres d'appels en Asie-Pacifique : elle s'implante aux Philippines, Singapour. En Europe, l'entreprise renforce sa présence en acquérant de nouvelles sociétés et en en créant d'autres en Suisse, en Norvège, au Danemark, en Grèce, en Espagne, aux Pays-Bas et en Finlande. De 1998 à 2002, le groupe devient un acteur majeur et global dans le secteur de l'externalisation de la gestion de la relation client. La société développe ses solutions d'assistance technique, puis étend son activité au continent américain, en ouvrant des filiales en Argentine, au Brésil, au Mexique. Par ailleurs, elle ouvre une filiale en Tunisie. C'est ainsi qu'en 2003, Teleperformance devient le no 2 mondial des externalisateurs, au niveau du chiffre d'affaires,.
En 2006, l'entreprise acquiert Teleperformance Russie, puis reprend Teleperformance comme nom.
L'année 2007 permet à Teleperformance de devenir numéro un mondial de son secteur. Il continue ses acquisitions à l'étranger, États-Unis, Europe, Amérique Latine notamment, et reprend en France les centres d'appels de l'entreprise télécom SFR.
Le groupe s'implante en Turquie en 2010. Daniel Julien conserve alors son poste de président du groupe.
En 2014, Teleperformance annonce l’acquisition d’Aegis USA Inc., acteur des services clients aux États-Unis, aux Philippines et au Costa Rica.
En 2016, l'entreprise annonce l'acquisition de LanguageLine Solutions LLC pour un montant de 1,5 milliard de dollars.
En juin 2018, l'entreprise annonce l'acquisition pour 1 milliard de dollars d'Intelenet, une entreprise indienne détenue par Blackstone. Il s'agit d'un acteur majeur de la gestion et de l'automatisation des processus métiers (gestion de la relation client, services de back-office, gestion des ressources humaines ou encore services de gestion financière et administrative). L'Inde devient le premier pays générateur de chiffres d'affaires du groupe, devant les Philippines et les États-Unis. Parallèlement à cette acquisition qui permet au groupe d’élargir son périmètre d’activité et d’accélérer sa transformation digitale, Teleperformance s'implante sur le marché de la modération de sites web.
En 2019, le groupe inaugure le Teleperformance Innovation Experience Center (T.I.E.C.) à SantaClara aux États-Unis. Ce centre doit présenter « l’expertise mondiale et l’ensemble des solutions digitales et innovantes du groupe dans le cadre de son écosystème digital clients et partenaires ».
À partir du 22 juin 2020, l'entreprise entre au CAC 40, en remplacement de Sodexo.
Porté par la numérisation croissante de l'économie, Teleperformance réhausse ses prévisions pour 2021.
En décembre 2021, Teleperformance annonce l'acquisition de Senture, une entreprise américaine, pour 400 millions de dollars.
En 2021, le bénéfice net de Teleperformance bondit de 71,9 % à 557 millions d'euros pour clore « une année record », selon le directeur général Olivier Rigaudy. Le chiffre d'affaires grimpe quant à lui de 25,7 % à 7,1 milliards d'euros.
En octobre 2023, Teleperformance rachète le marocain Majorel pour 3 milliards d'euros.
Fin février 2024, Teleperformance plonge en bourse à la suite de l'officialisation d'un nouvel outil d'assistance par IA proposé par son concurrent Klarna,. 
En février 2025, Teleperformance change de nom pour s'appeler TP.
Début août 2025, l'entreprise plonge de nouveau de 17 % en bourse à la suite de la publication de ses mauvais résultats (baisse nette de son bénéfice).

## Activité
En 2021, le groupe Teleperformance emploie près de 420 000 personnes dans 88 pays et a réalisé un chiffre d'affaires de 7,1 milliards d’euros.
Le groupe Teleperformance compte 341 centres de contacts à travers 88 pays. Il est présent notamment aux États-Unis, au Canada, au Royaume-Uni, au Brésil, au Chili, en Inde, en Chine, en Égypte, en Australie, aux Philippines, au Mexique, en Colombie, au Costa Rica, en République dominicaine, en Norvège, en Suède, en Italie, au Portugal, en Grèce, aux Pays-Bas, au Maroc, à Madagascar, en Tunisie, en Russie, en Allemagne, au Pérou depuis août 2017 ... En 2023 à la suite du rachat de Majorel, Téléperformance est également en Côte d'ivoire, au Sénégal, au Togo, au Ghana et en France.

## Gouvernance
La gouvernance de Téléperformance est organisée autour d'un conseil d'administration, de la direction générale articulée autour d’un président-directeur général, d’un directeur général délégué et d’un comité de direction générale, et d'un comité exécutif qui assure la direction opérationnelle du groupe.
Son président Daniel Julien est payé 18 millions d'euros en 2016, outre les dividendes. Les employés en France sont rémunérés au salaire minimum interprofessionnel de croissance (SMIC), puis un peu plus après quelques années de travail dans l'entreprise.
En 2017, Daniel Julien est nommé président-directeur général du groupe, à la suite de la démission de Paulo César Salles Vasques de ses fonctions de directeur général.

## Actionnaires
Au 31 décembre 2019, l'actionnariat se répartit ainsi:
| Nom                                    | %     |
| BlackRock Fund Advisors, LLC           | 6,90% |
| Fidelity Management & Research Company | 6,50% |
| The Vanguard Group, Inc                | 3,00% |
| NN Group N.V.                          | 2,90% |
| Ostrum Asset Management S.A.           | 2,60% |
| Daniel Ernest Henri Julien             | 2.00% |
| Autres actionnaires (public)           | 76,1% |

## Pratiques sociales

### Management
Face à des clients donneurs d'ordre qui sélectionnent leurs prestataires en les mettant en concurrence sur les prix et sur les exigences de qualité (décrochage de l’appel dans les trois secondes, disponibilité sept jours sur sept, voire 24 heures sur 24), le groupe Teleperformance maintient ses marges en délocalisant ses activités dans des pays à moindres couts salariaux que la France, et en mettant en œuvre des conditions de travail et des niveaux de salaires nettement plus faibles que ceux pratiqués chez ses clients. Les syndicats parlent de culture de la souffrance érigée en culture d'entreprise : « Il y a, d'un côté, une activité taylorisée, fliquée », disent-ils, « et, de l'autre, un mode de management autoritaire, où dès qu'il y a un problème, le salarié est culpabilisé. Tout cela est source de souffrances ».
Teleperformance a acquis également une forte maîtrise des technologies, pour suivre les réponses aux appels, pour interconnecter ses centres et piloter la répartition des appels, en fonction de ses choix et des disponibilités par centre. C'est une façon aussi de gérer le risque social associé à chaque centre et de les mettre en concurrence interne. Cette maîtrise des technologies lui permet, de plus, de recourir, lorsque la nature des appels s'y prêtent, à des services automatisés, via des serveurs vocaux interactifs, et réaliser de cette façon d'autres économies sur les coûts de personnel.
Les pratiques sociales de Teleperformance ont influencé par mimétisme le secteur des centres d'appel en France dont il est le leader. Dès 2005, le ministre du Travail, Jean-Louis Borloo, lance l'idée d'un label de responsabilité sociale pour cette profession et ses donneurs d'ordre (ses clients), de façon à pousser ces entreprises à améliorer leur pratique sociale. Les premiers labels sont décernés en mars 2007. La société Teleperformance ne l'obtient pas dans un premier temps, puis se le voit décerner, à la surprise des syndicats, en novembre de la même année. Elle le perd à l’automne 2008, avant de le retrouver au printemps 2013, assorti d’une mise à l’épreuve.

### Pratique de l'offshore
Enfin, elle pratique depuis plusieurs décennies l'offshore pour bénéficier de coûts salariaux moindres et a été notamment un des premiers prestataires français à délocaliser en Tunisie, pays francophone, des activités pour le marché français,.
En décembre 2018, Teleperformance publie son premier plan de vigilance, conformément à la règlementation en vigueur. En juillet 2019, Teleperformance est mise en demeure par Sherpa et UNI Global Union de prendre des mesures adaptées pour prévenir les atteintes aux droits humains dans ses filiales, notamment en Colombie. Teleperformance estime pour sa part travailler au quotidien à l’amélioration continue des conditions de travail et du bien-être de ses collaborateurs.

### Gestion de la pandémie de Covid-19
En mars 2020, les salariés du centre de Belfort reprochent à leur direction de ne pas garantir leur sécurité. Chargés de l'animation du numéro vert d'information sur le Covid-19, les salariés dénoncent de mauvaises conditions de travail : absence de formation, mauvaises conditions d'hygiène, et refus du télétravail, alors que l'encadrement bénéficie, lui, du télétravail. Selon l'inspection du travail, sur le site de Blagnac « la société Teleperformance France ne respecte ni les mesures sanitaires prises par les autorités ni les mesures de prévention, [ ce qui est ] de nature à exposer les salariés à un risque grave et imminent »,.
Selon l'entreprise, mi-mai 2020, 80 % des effectifs travaillent depuis leur domicile.

### Violation des droits sociaux dans les filiales étrangères
Le 10 novembre 2022, le cours de bourse de Teleperformance plonge de 35,59 % à la suite de révélations du Time, selon lesquelles il serait visé par une enquête du ministère colombien du travail, pour des violations des droits syndicaux, des conditions de travail traumatisantes et des salaires trop bas,,. Les travailleurs auraient été tenus de voir des contenus d'une violence particulière et entravés dans leurs tentatives de syndicalisation,,.

## Lobbying
La société TLS, filiale de Teleperformance, est inscrite depuis 2019 au registre de transparence des représentants d'intérêts auprès de la Commission européenne. Elle déclare en 2019 pour cette activité deux collaborateurs à temps plein et des dépenses d'un montant de 100 000 euros.
Patrick Dubreil, ancien cadre dirigeant de Téléperformance est élu en 2018 à la tête du syndicat des professionnels des centres de contact. Cet organisme déclare à la Haute Autorité pour la transparence de la vie publique exercer des activités de lobbying en France pour un montant qui n'excède pas 10 000 euros en 2018.